# WTA-toernooi van Columbus OH
Het WTA-toernooi van Columbus OH is een jaarlijks terugkerend tennistoernooi voor vrouwen dat wordt georganiseerd in Columbus, de hoofdstad van de Amerikaanse staat Ohio. De officiële naam van het toernooi is Tennis Ohio Championships.
De WTA organiseert het toernooi, dat in de categorie "WTA 125" valt en wordt gespeeld op hardcourtbinnenbanen.
Tegelijkertijd met dit toernooi wordt op dezelfde locatie een ATP-challengertoernooi voor de mannen gehouden.
Het vrouwentoernooi vond in de 21e eeuw voor het eerst plaats in 2021; het mannentoernooi bestaat sinds 2015.

## Geschiedenis
Ook in de periode 1978–1981 vond hier al een vrouwentoernooi plaats, onder de naam Avon Futures of Columbus.

## Finales

### Enkelspel
| Datum      | Naam                      | Cat.          | ($)           | Ondergrond        | Winnares            | Verliezend finaliste | Uitslag       |               |
| ---------- | ------------------------- | ------------- | ------------- | ----------------- | ------------------- | -------------------- | ------------- | ------------- |
| 1978-01-23 | Avon Futures of Columbus  |               | 20.000        | tapijt, binnen    | Pam Shriver         | Kate Latham          | 6-1, 6-3      | [ 2 ]         |
| 1979-02-12 | Avon Futures of Columbus  |               | 25.000        | hardcourt, binnen | Renee Blount        | Iva Budařová         | 7-6, 6-1      | [ 3 ]         |
| 1980-02-24 | Avon Futures of Columbus  |               | 25.000        | hardcourt, binnen | Mareen Louie        | Beth Norton          | 6-2, 6-3      | [ 4 ]         |
| 1981-02-09 | Avon Futures of Columbus  |               | 30.000        | hardcourt, binnen | Betsy Nagelsen      | Renee Blount         | 7-6, 6-4      | [ 5 ]         |
| 1982–2020  | geen toernooi             | geen toernooi | geen toernooi | geen toernooi     | geen toernooi       | geen toernooi        | geen toernooi | geen toernooi |
| 2021-09-20 | Tennis Ohio Championships | WTA 125       | 115.000       | hardcourt, binnen | Nuria Párrizas Díaz | Wang Xinyu           | 7-6, 6-3      | details       |

### Dubbelspel
| Datum      | Naam                      | Cat.          | ($)           | Ondergrond        | Winnaressen                           | Verliezend finalistes                | Uitslag       |               |
| ---------- | ------------------------- | ------------- | ------------- | ----------------- | ------------------------------------- | ------------------------------------ | ------------- | ------------- |
| 1978-01-23 | Avon Futures of Columbus  |               | 20.000        | tapijt, binnen    | Ann Kiyomura Sue Mappin               | Paulina Peled Renée Richards         | 6-2, 6-4      | [ 2 ]         |
| 1979-02-12 | Avon Futures of Columbus  |               | 25.000        | hardcourt, binnen | Bunny Bruning Yvonne Vermaak          | Marjorie Blackwood Kym Ruddell       | 7-6, 6-4      | [ 3 ]         |
| 1980-02-25 | Avon Futures of Columbus  |               | 25.000        | hardcourt, binnen | Ann Henricksson Felicia Hutnick       | Lindsay Morse Candy Reynolds         | 7-6, 4-6, 6-4 | [ 4 ]         |
| 1981-02-09 | Avon Futures of Columbus  |               | 30.000        | hardcourt, binnen | Marcella Mesker Christiane Jolissaint | Renee Blount Jane Stratton           | 6-3, 6-4      | [ 5 ]         |
| 1982–2020  | geen toernooi             | geen toernooi | geen toernooi | geen toernooi     | geen toernooi                         | geen toernooi                        | geen toernooi | geen toernooi |
| 2021-09-20 | Tennis Ohio Championships | WTA 125       | 115.000       | hardcourt, binnen | Wang Xinyu Zheng Saisai               | Dalila Jakupović Nuria Párrizas Díaz | 6-1, 6-1      | details       |